# Demorchis
Demorchis là một chi thực vật có hoa trong họ Orchidaceae.